# S&P 500

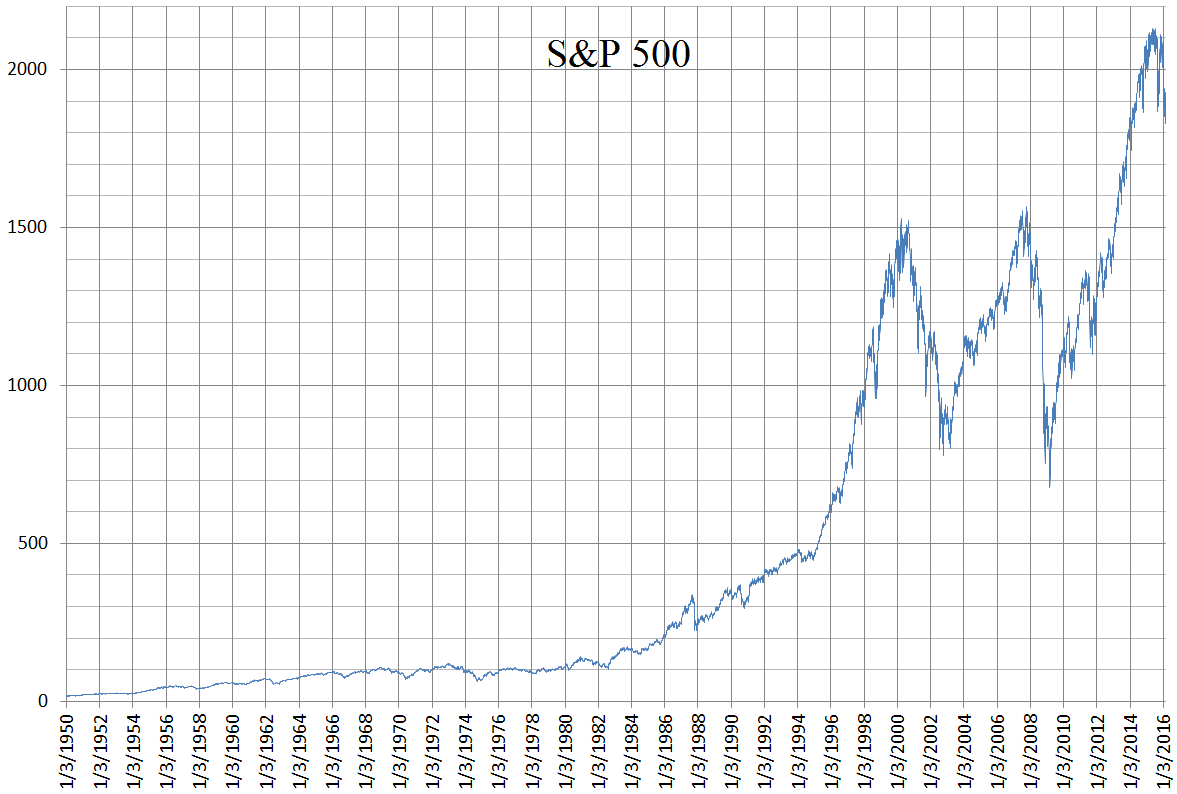
Az S&P 500 napi záróértékeinek diagramja 1950. január 3. és 2016. február 19. között

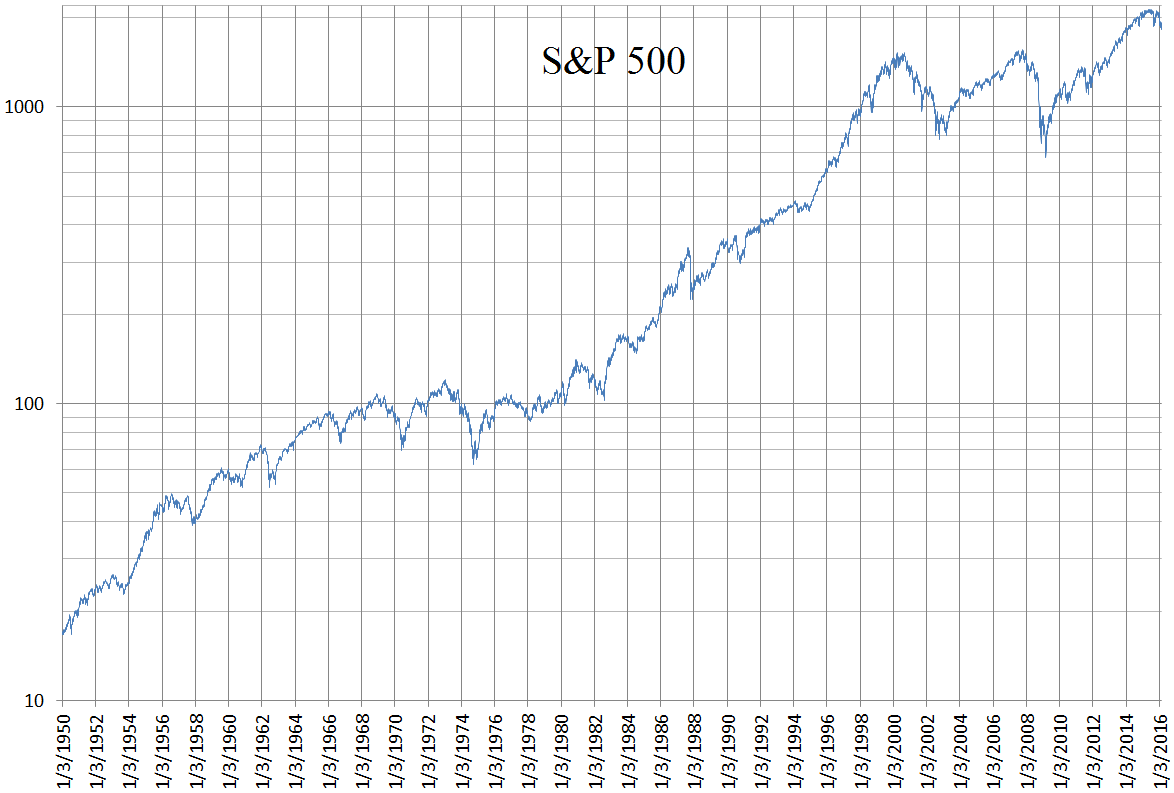
Az S&P 500 index napi záróértékeinek logaritmikus diagramja 1950. január 3. és 2016. február 19. között

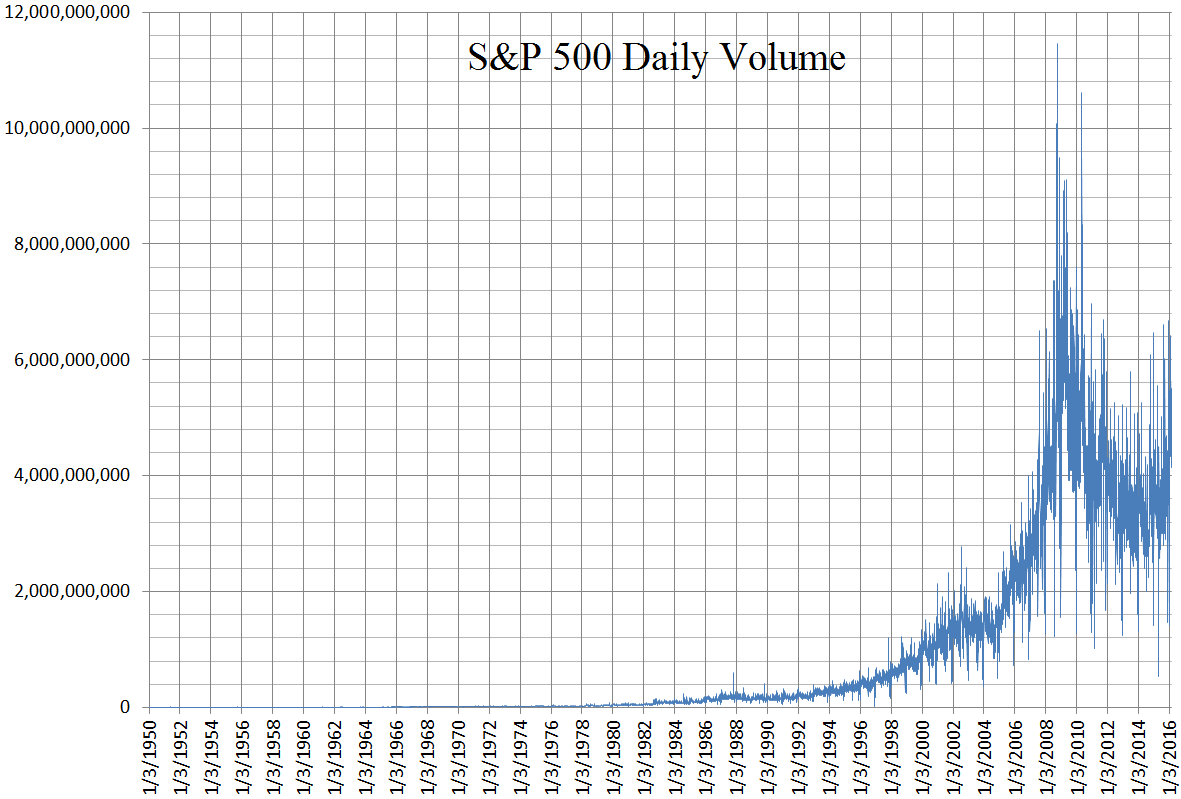
Az S&P 500 index napi volumendiagramja 1950. január 3-tól 2016. február 19-ig

Az S&P 500 index logaritmikus grafikonjai inflációval és anélkül, legjobb illeszkedési vonalakkal

A Standard and Poor's 500, vagy röviden az S&P 500 egy tőzsdeindex, amely 500 amerikai tőzsdén jegyzett nagyvállalat részvényárfolyamainak súlyozott átlagát követi. Ez az egyik leggyakrabban követett részvényindex. 2020. december 31-éig több mint 5400 milliárd dollárt fektettek be az index teljesítményéhez kötött eszközökbe.

## Befektetés az S&P 500-ba

### Befektetési és tőzsdén kereskedett alapok
Az indexalapok, beleértve a befektetési alapokat és a tőzsdén kereskedett alapokat (ETF), a díjakat és költségeket leszámítva replikálják az index teljesítményét azáltal, hogy az indexszel azonos részvényeket tartanak ugyanolyan arányban. Az index teljesítményét replikáló ETF-eket ad ki például a The Vanguard Group, az iShares és a State Street Corporation.

## Kiválasztási feltételek
Az S&P Dow Jones Indices által kezelt többi indexhez hasonlóan, de ellentétben az olyan indexekkel, mint a Russell 1000 Index, amelyek szigorúan szabályokon alapulnak, az S&P 500 index összetevőit egy bizottság választja ki. Az új felvétel jogosultságának mérlegelésekor a bizottság nyolc elsődleges szempont alapján értékeli a társaság érdemeit: piaci kapitalizáció, likviditás, székhely, nyilvános forgalomba hozatal, globális iparági osztályozási szabvány és az iparágak képviselete az Egyesült Államok gazdaságában, pénzügyi életképesség, a nyilvánosan forgalmazott időtartam és a tőzsde . Az elmúlt néhány évben csökkent az S&P 500-as besorolású társaságok száma. :159Az indexhez való hozzáadás követelményei a következők:
1. A piaci kapitalizációnak legalább 13,1 milliárd USD-nak kell lennie
2. Az éves dollárérték a lebegtetéssel kiigazított piaci kapitalizációra számolva nagyobb, mint 1,0
3. Minimális havi kereskedési volumen 250 000 részvény az értékelés dátumát megelőző hat hónap mindegyikében
4. Nyilvánosan jegyzettnek kell lennie a New York-i tőzsdén (beleértve a NYSE Arcát vagy a NYSE Americant ) vagy a NASDAQ-on (NASDAQ Global Select Market, NASDAQ Select Market vagy a NASDAQ Capital Market).
5. A cégnek az Egyesült Államokból kell származnia[4]
6. Az indexbe való felvételre alkalmatlan értékpapírok a betéti társaságok, a master betéti társaságok és befektetési alapjaik, az OTC Bulletin Board- kibocsátások, a zártvégű alapok, a tőzsdén kereskedett alapok, a tőzsdén kereskedett kötvények, a jogdíj trösztök, a nyomkövető részvények, az elsőbbségi részvények, befektetési alapok, részvény warrantok, átváltható kötvények, befektetési alapok, amerikai letéti igazolások és amerikai letéti részvények .
7. 2017 óta a kettős részvényosztályokkal rendelkező társaságok nem szerepelnek az indexben.

Annak érdekében, hogy az index folyamatosan az Egyesült Államok legnagyobb vállalatainak értékét reprezentálja, az index negyedévente újraszámításra kerül; ugyanakkor törekednek arra, hogy az indexben történő változás minimálisra csökkenjen az azt alkotó vállalatok értékcsökkenése miatt.
Egy részvény értéke emelkedhet, ha hozzáadják az indexhez, mivel az indexalapoknak meg kell vásárolniuk a részvényt az index követéséhez.
2021 októberében a Bloomberg News arról számolt be, hogy egy tanulmány azt állította, hogy egyes vállalatok az S&P Globaltól vásárolnak minősítéseket, hogy növeljék esélyüket az S&P 500 indexbe való bejutásra – még akkor is, ha nem teljesítik a felvételi kritériumokat.

## Index érték számítás
Az index egy szabadon lebegő kapitalizációval súlyozott index, :150 vagyis a vállalatok piaci kapitalizációjuk arányában szerepelnek az indexben. Az indexben való súlyozáshoz a társaság piaci kapitalizációjának meghatározásához csak a nyilvános forgalomba kerülő részvények („public float”) darabszámát kell figyelembe venni; a bennfentesek vagy irányító részvényesek birtokában lévő, nyilvánosan nem forgalmazott részvények nem tartoznak bele a számításba.
Az S&P 500 index értékének kiszámítására szolgáló képlet a következő
{\displaystyle {\text{IndexErteke}}={\sum _{i}\left({P_{i}}\cdot {Q_{i}}\right) \over Oszto}}
ahol {\displaystyle P_{i}} az index i-edik részvényének árfolyama, {\displaystyle Q_{i}} az adott részvényre vonatkozó nyilvánosan elérhető („lebegő”) részvények megfelelő száma, és az osztó egy meghatározott normalizációs tényező.
A osztó jelenleg 8,3 milliárd alatt van, egy olyan szám, amelyet úgy korrigáltak, hogy az index értéke konzisztens maradjon a piaci kapitalizációt befolyásoló és egyébként a számítási képletet befolyásoló vállalati intézkedések ellenére is, például további részvénykibocsátás, részvény visszavásárlás, speciális osztalék, az alkotóelemek változásai, jogajánlatok és vállalati kiválások . A részvényfelosztás nem befolyásolja az osztót, mivel nem befolyásolja a piaci kapitalizációt.  Ha egy vállalatot kihagynak, és helyette egy másik, eltérő piaci kapitalizációjú vállalatot hoznak létre, akkor az osztót úgy kell módosítani, hogy az S&P 500 index értéke állandó maradjon. Valamennyi osztókorrekció a kereskedés zárása után és az S&P 500 index záróértékének kiszámítása után történik. :290

## Néhány az indexben szereplő vállalatok közül
- McDonald’s
- The Walt Disney Company
- Warner Media Group
- Viacom
- Target Corporation
- Accenture
- Western Union
- Colgate-Palmolive
- Morgan Stanley
- Microsoft
- CoStar Group
- Meta
- Garmin Ltd.
- Jack Henry & Associates

## Teljesítmény
Az index átlagos éves növekedési üteme az osztalékkal együtt 1926-os kezdete óta körülbelül 9,8% ( infláció után 6%), és a hozam éves szórása ugyanebben az időszakban 20,81%; azonban volt néhány év, amikor az index 30%-nál többet esett. Az index az esetek 70%-ában éves növekedést könyvelt el. Az index azonban csak a kereskedési napok 5%-án ért el új csúcsokat, ami azt jelenti, hogy a kereskedési napok 95%-án minden idők csúcsa alatt zárt az index.

### Éves hozamok
A hozamokat általában árhozamként jegyzik (nem számolva az osztalékkal). Számolhatóak azonban teljes hozamként is, amely magában foglalja az osztalékból és annak újrabefektetéséből származó jövedelmet, valamint a "nettó teljes hozamot", amely az osztalék újrabefektetésének hatásait tükrözi a forrásadó levonása után.
| Év      | Változás az index szintjében | Teljes éves hozam (osztalékkal együtt) | 1970 január 1-én befektetett 1 dollár értéke | 5 éves évesített hozam | 10 éves évesített hozam | 15 éves évesített hozam | 20 éves évesített hozam | 25 éves évesített hozam |
| ------- | ---------------------------- | -------------------------------------- | -------------------------------------------- | ---------------------- | ----------------------- | ----------------------- | ----------------------- | ----------------------- |
| 1970    | 0.10%                        | 4.01%                                  | $1.04                                        | -                      | -                       | -                       | -                       | -                       |
| 1971    | 10.79%                       | 14.31%                                 | $1.19                                        | -                      | -                       | -                       | -                       | -                       |
| 1972    | 15.63%                       | 18.98%                                 | $1.41                                        | -                      | -                       | -                       | -                       | -                       |
| 1973    | −17.37%                      | −14.66%                                | $1.21                                        | -                      | -                       | -                       | -                       | -                       |
| 1974    | −29.72%                      | −26.47%                                | $0.89                                        | −2.35%                 | -                       | -                       | -                       | -                       |
| 1975    | 31.55%                       | 37.20%                                 | $1.22                                        | 3.21%                  | -                       | -                       | -                       | -                       |
| 1976    | 19.15%                       | 23.84%                                 | $1.51                                        | 4.87%                  | -                       | -                       | -                       | -                       |
| 1977    | −11.50%                      | −7.18%                                 | $1.40                                        | −0.21%                 | -                       | -                       | -                       | -                       |
| 1978    | 1.06%                        | 6.56%                                  | $1.49                                        | 4.32%                  | -                       | -                       | -                       | -                       |
| 1979    | 12.31%                       | 18.44%                                 | $1.77                                        | 14.76%                 | 5.86%                   | -                       | -                       | -                       |
| 1980    | 25.77%                       | 32.50%                                 | $2.34                                        | 13.96%                 | 8.45%                   | -                       | -                       | -                       |
| 1981    | −9.73%                       | −4.92%                                 | $2.23                                        | 8.10%                  | 6.47%                   | -                       | -                       | -                       |
| 1982    | 14.76%                       | 21.55%                                 | $2.71                                        | 14.09%                 | 6.70%                   | -                       | -                       | -                       |
| 1983    | 17.27%                       | 22.56%                                 | $3.32                                        | 17.32%                 | 10.63%                  | -                       | -                       | -                       |
| 1984    | 1.40%                        | 6.27%                                  | $3.52                                        | 14.81%                 | 14.78%                  | 8.76%                   | -                       | -                       |
| 1985    | 26.33%                       | 31.73%                                 | $4.64                                        | 14.67%                 | 14.32%                  | 10.49%                  | -                       | -                       |
| 1986    | 14.62%                       | 18.67%                                 | $5.51                                        | 19.87%                 | 13.83%                  | 10.76%                  | -                       | -                       |
| 1987    | 2.03%                        | 5.25%                                  | $5.80                                        | 16.47%                 | 15.27%                  | 9.86%                   | -                       | -                       |
| 1988    | 12.40%                       | 16.61%                                 | $6.76                                        | 15.31%                 | 16.31%                  | 12.17%                  | -                       | -                       |
| 1989    | 27.25%                       | 31.69%                                 | $8.90                                        | 20.37%                 | 17.55%                  | 16.61%                  | 11.55%                  | -                       |
| 1990    | −6.56%                       | −3.10%                                 | $8.63                                        | 13.20%                 | 13.93%                  | 13.94%                  | 11.16%                  | -                       |
| 1991    | 26.31%                       | 30.47%                                 | $11.26                                       | 15.36%                 | 17.59%                  | 14.34%                  | 11.90%                  | -                       |
| 1992    | 4.46%                        | 7.62%                                  | $12.11                                       | 15.88%                 | 16.17%                  | 15.47%                  | 11.34%                  | -                       |
| 1993    | 7.06%                        | 10.08%                                 | $13.33                                       | 14.55%                 | 14.93%                  | 15.72%                  | 12.76%                  | -                       |
| 1994    | −1.54%                       | 1.32%                                  | $13.51                                       | 8.70%                  | 14.38%                  | 14.52%                  | 14.58%                  | 10.98%                  |
| 1995    | 34.11%                       | 37.58%                                 | $18.59                                       | 16.59%                 | 14.88%                  | 14.81%                  | 14.60%                  | 12.22%                  |
| 1996    | 20.26%                       | 22.96%                                 | $22.86                                       | 15.22%                 | 15.29%                  | 16.80%                  | 14.56%                  | 12.55%                  |
| 1997    | 31.01%                       | 33.36%                                 | $30.48                                       | 20.27%                 | 18.05%                  | 17.52%                  | 16.65%                  | 13.07%                  |
| 1998    | 26.67%                       | 28.58%                                 | $39.19                                       | 24.06%                 | 19.21%                  | 17.90%                  | 17.75%                  | 14.94%                  |
| 1999    | 19.53%                       | 21.04%                                 | $47.44                                       | 28.56%                 | 18.21%                  | 18.93%                  | 17.88%                  | 17.25%                  |
| 2000    | −10.14%                      | −9.10%                                 | $43.12                                       | 18.33%                 | 17.46%                  | 16.02%                  | 15.68%                  | 15.34%                  |
| 2001    | −13.04%                      | −11.89%                                | $37.99                                       | 10.70%                 | 12.94%                  | 13.74%                  | 15.24%                  | 13.78%                  |
| 2002    | −23.37%                      | −22.10%                                | $29.60                                       | −0.59%                 | 9.34%                   | 11.48%                  | 12.71%                  | 12.98%                  |
| 2003    | 26.38%                       | 28.68%                                 | $38.09                                       | −0.57%                 | 11.07%                  | 12.22%                  | 12.98%                  | 13.84%                  |
| 2004    | 8.99%                        | 10.88%                                 | $42.23                                       | −2.30%                 | 12.07%                  | 10.94%                  | 13.22%                  | 13.54%                  |
| 2005    | 3.00%                        | 4.91%                                  | $44.30                                       | 0.54%                  | 9.07%                   | 11.52%                  | 11.94%                  | 12.48%                  |
| 2006    | 13.62%                       | 15.79%                                 | $51.30                                       | 6.19%                  | 8.42%                   | 10.64%                  | 11.80%                  | 13.37%                  |
| 2007    | 3.53%                        | 5.49%                                  | $54.12                                       | 12.83%                 | 5.91%                   | 10.49%                  | 11.82%                  | 12.73%                  |
| 2008    | −38.49%                      | −37.00%                                | $34.09                                       | −2.19%                 | −1.38%                  | 6.46%                   | 8.43%                   | 9.77%                   |
| 2009    | 23.45%                       | 26.46%                                 | $43.11                                       | 0.41%                  | −0.95%                  | 8.04%                   | 8.21%                   | 10.54%                  |
| 2010    | 12.78%                       | 15.06%                                 | $49.61                                       | 2.29%                  | 1.41%                   | 6.76%                   | 9.14%                   | 9.94%                   |
| 2011    | -0.00%                       | 2.11%                                  | $50.65                                       | −0.25%                 | 2.92%                   | 5.45%                   | 7.81%                   | 9.28%                   |
| 2012    | 13.41%                       | 16.00%                                 | $58.76                                       | 1.66%                  | 7.10%                   | 4.47%                   | 8.22%                   | 9.71%                   |
| 2013    | 29.60%                       | 32.39%                                 | $77.79                                       | 17.94%                 | 7.40%                   | 4.68%                   | 9.22%                   | 10.26%                  |
| 2014    | 11.39%                       | 13.69%                                 | $88.44                                       | 15.45%                 | 7.67%                   | 4.24%                   | 9.85%                   | 9.62%                   |
| 2015    | −0.73%                       | 1.38%                                  | $89.66                                       | 12.57%                 | 7.30%                   | 5.00%                   | 8.19%                   | 9.82%                   |
| 2016    | 9.54%                        | 11.96%                                 | $100.38                                      | 14.66%                 | 6.94%                   | 6.69%                   | 7.68%                   | 9.15%                   |
| 2017    | 19.42%                       | 21.83%                                 | $122.30                                      | 15.79%                 | 8.49%                   | 9.92%                   | 7.19%                   | 9.69%                   |
| 2018    | −6.24%                       | −4.38%                                 | $116.94                                      | 8.49%                  | 13.12%                  | 7.77%                   | 5.62%                   | 9.07%                   |
| 2019    | 28.88%                       | 31.49%                                 | $153.76                                      | 11.70%                 | 13.56%                  | 9.00%                   | 6.06%                   | 10.22%                  |
| 2020    | 16.26%                       | 18.40%                                 | $182.06                                      | 15.22%                 | 13.89%                  | 9.88%                   | 7.47%                   | 9.56%                   |
| 2021    | 26.89%                       | 28.71%                                 | $234.33                                      | 18.48%                 | 16.55%                  | 10.66%                  | 9.52%                   | 9.76%                   |
| Maximum | 34.11%                       | 37.58%                                 | ---                                          | 28.56%                 | 19.21%                  | 18.93%                  | 17.88%                  | 17.25%                  |
| Minimum | −38.49%                      | −37.00%                                | ---                                          | −2.35%                 | −1.38%                  | 4.24%                   | 5.62%                   | 9.07%                   |
| Medián  | 12.36%                       | 15.43%                                 | ---                                          | 14.02%                 | 12.94%                  | 10.71%                  | 11.55%                  | 10.76%                  |
| Év      | Változás az index szintjében | Teljes éves hozam (osztalékkal együtt) | 1970 január 1-én befektetett 1 dollár értéke | 5 éves évesített hozam | 10 éves évesített hozam | 15 éves évesített hozam | 20 éves évesített hozam | 25 éves évesített hozam |

## Fordítás
Ez a szócikk részben vagy egészben  a   S&P 500 című angol Wikipédia-szócikk ezen változatának fordításán alapul.  Az eredeti cikk szerkesztőit annak laptörténete sorolja fel. Ez a jelzés csupán a megfogalmazás eredetét és a szerzői jogokat jelzi, nem szolgál a cikkben szereplő információk forrásmegjelöléseként.